# جوایز تی‌سی‌ای
جوایز تی‌سی‌ای توسط انجمن منتقدان تلویزیون برای به رسمیت شناختن بهترین‌ها در تلویزیون اهدا می‌شود. این مراسم در یازده شاخه در تابستان هر سال برگزار می‌شود.

## دسته‌بندی‌ها
جوایز تی‌سی‌ای در حال حاضر در مقوله‌های زیر اهدا می‌شود:
- سریالِ سال
- بهترین برنامه جدید
- دستاورد فردی در درام
- دستاورد فردی در کمدی
- بهترین دستاورد در درام
- بهترین دستاورد در کمدی
- بهترین دستاورد در فیلم‌ها و مینی‌سریال‌ها
- بهترین دستاورد در اخبار و اطلاعات
- بهترین دستاورد در تلویزیون واقع نما
- بهترین دستاورد در برنامه‌های تلویزیونی متنوع
- بهترین دستاورد در تلویزیون جوانان
- جایزه موفقیت شغلی
- جایزه میراث